# Jessica Mitford
Jessica Lucy Freeman-Mitford, mais conhecida como Jessica Mitford (Asthall, Gloucestershire, 11 de setembro de 1917—Oakland, Califórnia, 22 de julho de 1996) foi uma escritora, jornalista, ativista de direitos humanos e ativista política inglesa e americana.
Tinha cinco irmãs, sendo uma delas a escritora Nancy Mitford, e foi educada em casa pela mãe. Seus pais eram politicamente da direita, mas ela tornou-se esquerdista, e depois, socialista.
Escreveu Hons and Rebels (1960), The Trial of Dr. Spock (1970), A Fine Old Conflict (1977) e The Making of a Muckraker (1979).
A escritora inspirou J.K. Rowling em sua obra "Harry Potter" de tal forma, que a autora deu seu nome à sua filha Jessica.

## Obras
- Hons and Rebels também conhecido por Daughters and Rebels, 1960
- The American Way of Death, 1963
- The Trial of Dr. Spock, the Rev. William Sloane Coffin, Jr., Michael Ferber, Mitchel Goodman, and Marcus Raskin, Macdonald, 1969
- Kind and Usual Punishment: The Prison Business, Alfred A. Knopf, 1973
- A Fine Old Conflict, London: Michael Joseph, 1977
- The Making of a Muckraker, London: Michael Joseph, 1979
- Poison Penmanship: The Gentle Art of Muckraking, 1979
- Grace Had an English Heart: The Story of Grace Darling, Heroine and Victorian Superstar, E. P. Dutton & Co, 1988. ISBN 0-525-24672-X
- The American Way of Birth, 1992
- The American Way of Death Revisited, 1998
- Decca: The Letters of Jessica Mitford, editado pelo jornalista Peter Y. Sussman. Alfred A. Knopf, 2006. ISBN 0-375-41032-5